# Цзинь Син
Цзинь Син (кит. упр. 金星, пиньинь Jīn Xīng; род. 13 августа 1967, Шэньян, Ляонин) — китайская балерина, хореограф и актриса

, основатель и владелец «Шанхайского театра танца Цзинь Син». Одна из первых трансгендерных женщин, официально признанных в КНР.

## Биография
Цзинь Син родилась 13 августа 1967 года в Шэньяне в семье этнических корейцев; отец служил в полиции. С раннего детства отличалась острым умом, неоднократно выигрывала математические состязания в местной корейской начальной школе и интересовалась танцами. В 9 лет вступила в НОАК, где участвовала в военном ансамбле пляски и в конечном итоге дослужилась до звания полковника; выиграла общекитайский танцевальный конкурс в номинации центральноазиатского народного танца. На протяжении всего периода юности испытывала сильное желание смены пола с мужского на женский.
В 1987 году Цзинь на четыре года переехала в Нью-Йорк для изучения танца-модерн, затем выступала в Европе, в 1991—1993 годах преподавала танец в Риме. После мирового турне в возрасте 26 лет вернулась в КНР. В 1996 году подверглась хирургической коррекции пола; после операции у неё на некоторое время отнялась левая нога. После выздоровления вместе со своими учениками переехала в Шанхай. В возрасте 33 лет усыновила ребёнка; в настоящее время с тремя усыновлёнными детьми и мужем-немцем проживает в Шанхае.
В своих постановках Цзинь сотрудничает с иностранными исполнителями, в частности, с британской пианисткой Дж. Макгрегор. Дебют Цзинь в кинематографе состоялся в корейской киноленте «Возвращение девочки со спичками» (2002). В 2005 году она снялась в тайском фильме «Честь дракона» в роли мадам Розы.